# 古斯塔夫·克虏伯
古斯塔夫·克虏伯·馮·波倫-哈爾巴赫（德語：Gustav Krupp von Bohlen und Halbach，1870年8月7日—1950年1月16日），德国企业家，1909年至1941年掌管德国克虏伯重工。
他原名古斯塔夫·馮·波倫-哈爾巴赫，年輕時是德國外交部公務員。1902年，克虜伯家族的領袖弗里茨·阿爾佛萊德·克虜伯死於自殺，繼承人是年僅16歲的女兒伯莎·克虜伯。1906年，德皇威廉二世親自作媒，讓古斯塔夫和伯莎結婚，並採用妻姓克虜伯，以類似入贅的方式入主克虜伯工業帝國。
他和他的儿子阿尔弗里德在第一次世界大战和第二次世界大战中掌管该公司，为德国战争机器生产了几乎所有类型的武器，其中包括U型潜艇、战列舰、加农炮、火车、铁道炮、机关枪、汽车、坦克等等。最著名的有克虏伯虎I坦克炮塔、大贝莎、巴黎炮、古斯塔夫超重型鐵道炮等。
第二次世界大戰结束后，古斯塔夫·克虏伯作为战犯在纽伦堡审判中受審，因年老卧病在床免于起诉。